# Плутенко Станіслав Володимирович
Плутенко Станіслав Володимирович (нар. 1961 року, Москва) — російський радянський і російський живописець та графік.

## Біографія
Станіслав Плутенко захоплювався малюнком і живописом з дитинства, але за наполяганням батьків здобув освіту архітектора турбін в  Московському автомеханічному інституті, а пізніше навчався в  Мінх ім. Плеханова, одночасно приватно навчаючись живопису.
У роки служби в армії Плутенко був оформлювачем офіцерських клубів. З 1981 року працював оформлювачем вітрин, виставляється як художник з 1984 року. З 1989 року виставляється за кордоном. Індивідуальні виставки в 1990-і роки проходили в Стокгольмі (Швеція), Гельсінки (Фінляндія), Ульмі (Німеччина), Лондоні (Велика Британія,  Інститут сучасного мистецтва), приватних галереях в США. У Росії Плутенко є постійним учасником виставок «Арт-Манеж», «Арт-Москва» і Millionaire Fair. З 1991 року — член професійної спілки художників-графіків.

## Стиль
Стиль Плутенко сам автор визначає як «Побачити незвичайне і зробити незвичайніше». Жанр, в якому працює Плутенко, різні критики визначають як сюрреалізм (автор включений до «Міжнародної енциклопедії художників-фантастів, сюрреалістів, символістів і футуристів» як сюрреаліст), гіперреалізм, «фантазійний» реалізм або салонний стиль. Художник працює над полотнами швидко, закінчуючи черговий витвір за 7-10 днів (головний редактор " Єдиного художнього рейтингу « Сергій Заграєвський пише в зв'язку з цим  "гладких, майстерно виконаних, але при цьому абсолютно бездуховних і бездушних роботах", хоча використовує складну техніку, що включає олійні і акрилові фарби, темперу, акварель за допомогою аерографа. Три основних чергуються теми в роботах Плутенко — Схід, гротеск і романтизм.

## Нагороди
- 1997 — Гран-прі «Золота кисть»
- 2009 — золота медаль ім. Н. Сац «за видатний творчий внесок в розвиток мистецтва»
- 2012 — «Золота кисть» за роботу «Новий директор»